# キックベースボール

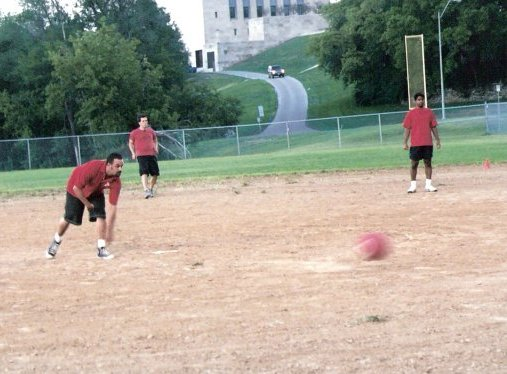
キックベースボールをプレーする大人。

キックベースボールは、子供の遊び、スポーツの一種で、野球をサッカーボール（もしくはそれに近い大きさのボール）を使用して行うものである。略称は「キックベース」（本項も以降キックベースと記す）。「フットベースボール」、「キックベー」「キーベー」、「蹴り野球」などとも呼ばれる。

## 歴史
キックベースボールは1917年頃に、アメリカ合衆国オハイオ州シンシナティにあるCincinnati Park Playgroundsの管理者であったNicholas C Seussによって考案された。1920年から1921年頃に、「キックボール」は、若い男女に野球の基礎を教えるために公立学校の体育教師によって使われていた。この頃、ボールにはサッカーボールあるいはバレーボールが使用されていた。10人から13人の選手によって行われ、競技場にはボールがキックされるまで入ってはいけない「ニュートラルゾーン」が設けられていた。ピッチャーはおらず、ボールは3フィートの円でできたホームエリアからキックされた。ボールは5フィートラインを越えて飛ばなければならない。走者は一塁だけ進むことができた。チームの全員がキックし終わった後に攻守交代とされた。

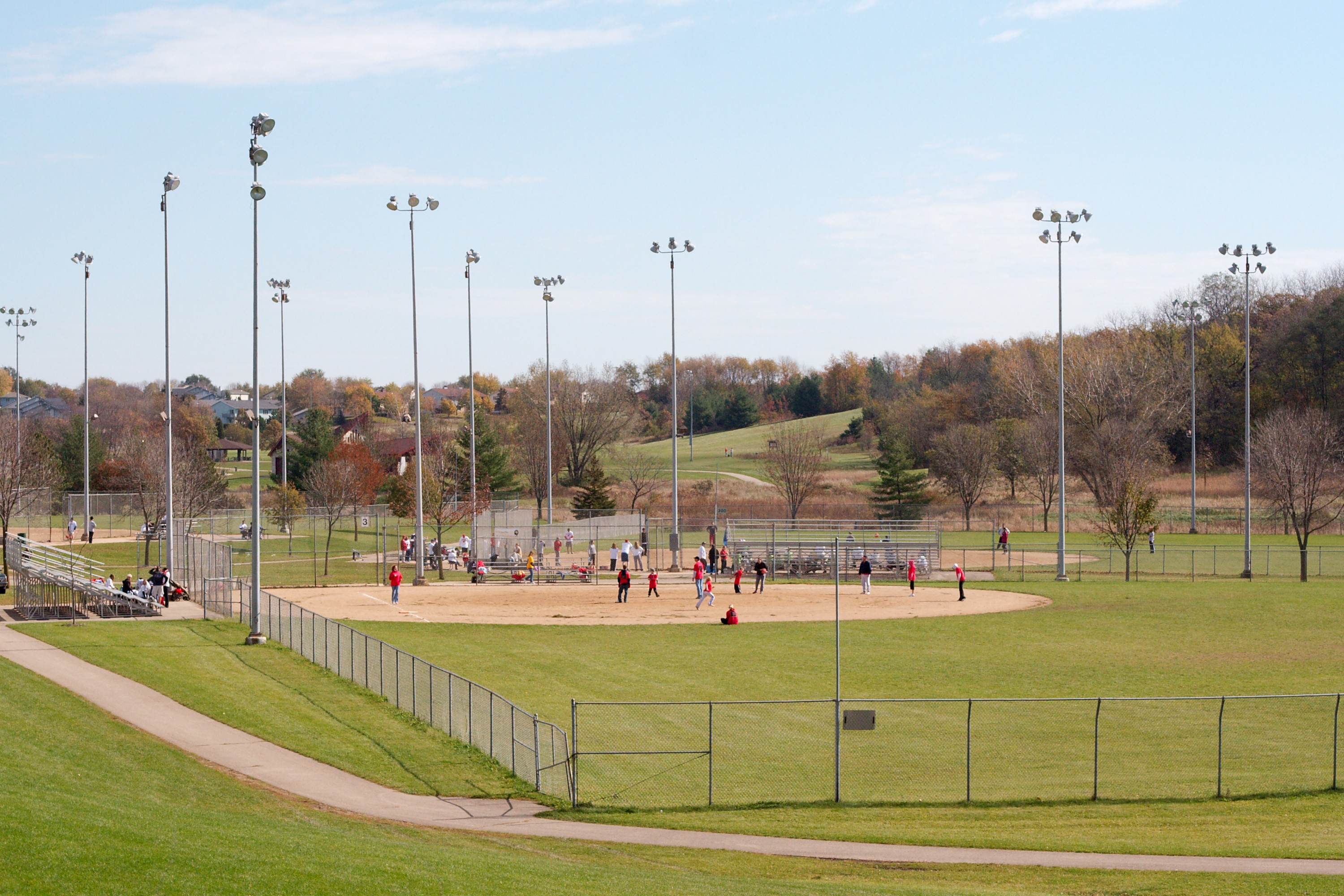
ウィスコンシン州マディソンでの試合。

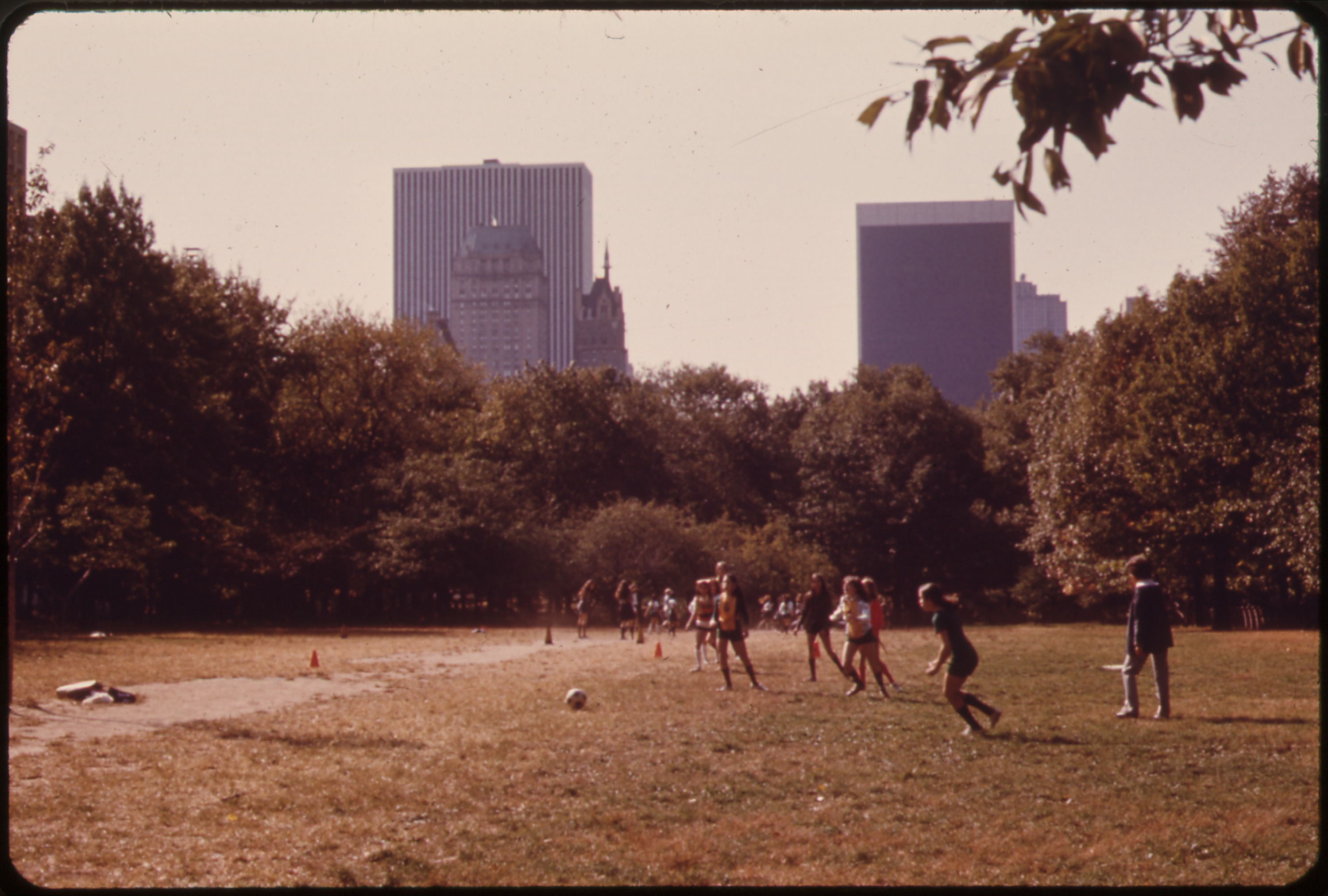
セントラルパークでキックボールをプレーする少女達。

この当時は野球と同じ競技場で行われていたが、塁は野球の2塁の相当するものだけだった。そのため、複数の選手が一つの塁の同時に止まることがあったが、最後のキッカーが蹴り終わるまでに全員ホームに戻る必要があった。
また、野球のショートに相当するポジションが2つ（1塁と2塁の間、2塁と3塁の間）あった。
アメリカ人の第二次世界大戦特派員Ernie Pyleは、1942年から1943年のチュニジア戦線の間、合衆国の兵士によってキックボールがプレーされたと伝えている。

## 各国におけるキックベースボール
キックボールは韓国の若者の間で人気がある。「발야구（足野球）」として知られており、小学校の体育の授業で行われる。キックボールはカナダのある地域では「Soccer-Baseball」と呼ばれている。日本では、小学生の間で人気がある。
スペインのバダホス、San Vicente de Alcántaraの町では、この競技は「Beisbol pie」あるいは「Veisbol pie」（どちらもフットベースボールを意味する）と呼ばれており、小学校で行われている。
キックベースボールはラテンアメリカでも人気がある。しかしながら、これらの文化では娯楽のスポーツでさえもしばしば男女別であるため、ほぼ例外なく女性によって行われる。例えば、盛況な女子キックベースボールリーグがベネズエラやコロンビアに存在している。

## 日本におけるキックベースボール

### 概要

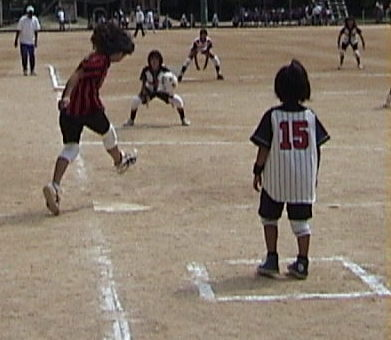
キックベースボールの試合風景

ルールは野球と似ている。投手が転がしたボールを打者（キッカー）が蹴ることを打撃（バッティング）とみなすルールもあれば、投手が存在せず、打者が予め本塁に置かれたボールを蹴ることを打撃とみなすルールもあるなど、地方によってさまざまなルールが存在する。
発祥は千葉県市川市で、子供会活動を通して普及したとされる。
1992年から1995年にかけてフジテレビ系列で放映された『夢がMORI MORI』では、芸能界等の著名人がチームを編成した「スーパーキックベースボール」のコーナーが人気を集めた。2005年には、日本テレビ系列の『ひらめ筋GOLD』でもキックベース対決のコーナーが設けられていた。

### ルール
地方によりさまざまなルールがあるが、日本フットベースボール協会により「全国共通ルール」が定められている。ボールも専用のものが定められている。
「全国共通ルール」に基づいて行われる試合では、野球のように、1塁、2塁、3塁、本塁という4つの塁を設け、ボールを蹴ったキッカーは1～3塁を順番に通過して、本塁へ走る。野球における守備と同様に、守備側の選手がキッカーの蹴ったボールをノーバウンドで捕球したり、ゴロを捕球してキッカーが到達する前に1塁に触れたり、ボールを持ってキッカーにタッチしたりすることによりアウトが成立する。また、ボールを当てることでアウトを成立させることもできる（ただし、至近距離から強くぶつけることは禁止されている）。ドッジボールの能力（捕る・当てる）が守備側に要求される。フォースアウトも存在する。
キッカーは、ファウルボール・ファウル（空振りなど）2回でアウトとなるが、3回でアウトとするルールもある。3アウトで攻守交代。
全国共通ルールでは試合は7回制だが、5回制としているルールもある。

### ポジション
「全国共通ルール」は11人制で、野球のポジションにセンターフォワード、ライトフォワード、レフトフォワード（ファースト、セカンド、ショート、サードの選手よりキッカーに近いポジション）を加え、ピッチャーを省いている。このほか、野球と同じ9人制、7人制、5人制などがある。

### 地域での独自のルール
地域によってまったく別物のローカルルールが多数存在するのも特徴である。
これは全国大会など、統一ルールの下での大会がないため地域の指導者たちがそれぞれの智恵を絞り、より楽しく、より安全にゲームを行おうと考えた、独自性の表れでもある。
- 転がって来たボールを足元で止め、そのまま走るというルール。またはこれを禁止するルール。野球でいうところのバント。足で"ちょろ"と蹴ることから、「チョロキック（『夢がMORI MORI』のTV番組で森口博子が得意としている）」と呼ばれる。これを阻止するため、ホームベースからインフィールド側に半径2-3メートル程度の「ファウル線」が敷かれ、打球がこの線を越えずに落下、またはゴロ性の当たりで転がった場合はファウル扱いになる。
- 3回ファウルでアウトにしているルールが多い。
- 盗塁・リードは禁止される傾向にある。
- 普通は野球と同じように4つのベース（1塁、2塁、3塁、本塁）で試合を行うが、2塁ベースなしで試合を行うところがある（いわゆる三角ベースグランド）。

## 類似競技
- フットソフトボール-知的障がい者のためにつくられた競技。コート、試合進行は基本的にソフトボールと同じである。投手は股下からボールを転がす、「停止球」という打球を捕った野手からの送球がピッチャーズサークル内にいる投手に渡ったときに塁間にいた走者は一つ前の塁に戻るというルールがあることが特徴である。